# Église Saint-Maurice de Prats-du-Périgord
Pour les articles homonymes, voir Église Saint-Maurice.
L'église Saint-Maurice est une église catholique située à Prats-du-Périgord, en France.

## Localisation
L'église est située dans le département français de Dordogne, à Prats-du-Périgord.

## Historique
L'église est citée en 1053, puis de nouveau en 1153 une bulle du pape Eugène III confirme ses droits. Elle dépend alors  de l'abbaye de Sarlat et elle porte le nom de Santa Maria de Pratis. Elle est dédiée plus tard à saint Maurice.
Se trouvant sur le chemin de Domme à Villefranche-du-Périgord, elle a été sur le passage des bandes armées. C'est pour se protéger que les villageois ont construit son imposant clocher mur en façade avec quatre baies. Au-dessus de l'abside se trouve une chambre de défense.
Après les guerres de religion, le culte catholique peut être rétabli. En 1651, les représentants de l'évêque qui la visitent la décrivent dans un triste état après les pillages des bandes protestantes. L'église est nue. Tous les objets du culte ont été emportés. La surveillance des travaux de réparation est confiée au curé de Prats et syndic de la fabrique, Antoine Laporte, notaire royal. Jean Laporte, notaire royal à Prats où il vit en 1653 dans une maison Renaissance, lègue dix livres pour les réparations.
En 1766, l'église a besoin de nouvelles réparations. Le curé de Prats, Raymond Maleville, fait un legs à son successeur pour payer les travaux.
L'édifice est classé au titre des monuments historiques le 24 juin 1948.